# Ловчища
 Тази статия е за чечкото село.  За другото драмско село вижте Ловча (Драмско).  За селото в България вижте Нова Ловча.
Ловчища или Ловча (на гръцки: Καλλίκαρπο, Каликарпо, катаревуса: Καλλίκαρπον, Каликарпон, до 1927 Λοφτίτσα, Лофтиста) е село в Република Гърция, в дем Драма.

## География
Ловчища е разположено на 660 m надморска височина в областта Чеч в югозападните склонове на Родопите, край Туковската река на 9 километра северно от село Осеница (Сидиронеро).

## История

### Етимология
Според Йордан Н. Иванов името на селото е от Ловча (вьсь, гора поляна), старобългарското ловьць, ловьчь. Жителското име е ло̀вчанин, ло̀вчанка, ло̀вчане.

### В Османската империя
В списък на селищата и броя на немюсюлманските домакинства в част от вилаета Неврокоп от 16 ноември 1636 година село Ловчища (Ловиче) е посочено като село, в което живеят 84 немюсюлмански семейства. В съкратен регистър на тимари, зиамети и хасове в ливата Паша от 1519 година село Ловчища (Лохтоще), спадащо към Испанеполе е вписано както следва: мюсюлмани - 4, неженени - 3; немюсюлмани: 4 домакинства, неженени - 6. В списък на селищата и броя на немюсюлманските домакинства във вилаета Неврокоп от 13 март 1660 година село Ловчища (Лофча) е посочено като село, в което живеят 45 немюсюлмански семейства.
В XIX век Ловча е помашко село в Чечка нахия на Неврокопска каза на Османската империя. В „Етнография на вилаетите Адрианопол, Монастир и Салоника“, издадена в Константинопол в 1878 година и отразяваща статистиката на населението от 1873 година, Лосчища (Lostchischta) е посочено като село с 48 домакинства и 125 жители помаци. Според Стефан Веркович към края на XIX век Ловчища (Лошчища) има помашко мъжко население 164 души, което живее в 48 къщи.
Според Васил Кънчов Ловчища има 80 къщи и най-хубавата джамия в Чеча, като към 1900 година населението му се състои от 390 жители българи мохамедани.

### В Гърция
През Балканската война в селото влизат български части. По данни на БПЦ, към края на 1912 и началото на 1913 година в Ловчища живеят 81 семейства или общо 463 души.
След Междусъюзническата война в 1913 година Ловчища попада в Гърция. Според гръцката статистика, през 1913 година в Ловчища ( Λόφτσιστα) живеят 513 души. В 1923 година по силата на Лозанския договор жителите на Ловчища са изселени като мюсюлмани в Турция и на тяхно място са заселени около 40 гръцки бежански семейства от Турция. В 1928 година в селото има 36 бежански семейства с 93 жители. В 1927 година селото е прекръстено на Каликарпон.
По време на Гражданската война (1946 - 1949) цялото население е изселено във вътрешността на страната, като след края ѝ в Ловчища се връщат само част.
Населението се занимава с отглеждане на тютюн, жито, картофи и други земеделски култури, както и със скотовъдство.
| Година    | 1913 | 1920 | 1928 | 1940 | 1951 | 1961 | 1971 | 1981 | 1991 | 2001 | 2011 | 2021 |
| --------- | ---- | ---- | ---- | ---- | ---- | ---- | ---- | ---- | ---- | ---- | ---- | ---- |
| Население | 513  | 410  | 144  | 181  | 58   | 112  | 46   | 25   | 26   | 50   | 24   | 14   |